# 古口目
古口目是昆蟲綱無翅亞綱下的一個目，通稱石蛃。古口目是現存最原始的昆蟲類群，出現於泥盆紀中期，與蛛形綱起源時間相近。古生代和較近期的年代都有出土古口目的化石，其中部份物種的形態特徵和一些現生的物種極為接近，這些化石包含包埋的蟲體化石、蟲體印痕化石，和足跡化石。古口目過去又稱「微首目（Microcoryphia）」。
二十世紀晚期時學者將纓尾目分為古口目與衣魚目，這兩個目都擁有類似尾巴的構造，此構造由兩側的尾毛及中間的肛上板組合而成，古口目的肛上板明顯長於兩側尾毛，而衣魚目則與兩側尾毛長度相仿。古口目為單髁類，也就是所有其他非古口目昆蟲（統稱雙髁類）的姊妹群。
古口目全球廣布，共分為兩個科，約500個物種。

## 描述
古口目身形修長，胸節呈拱形，體型較小。腹部末端具有尾狀結構，由兩側尾毛與中央肛上板組成。觸角具彈性。複眼碩大，具有三顆單眼，著生於頭部頂端。口器可部份內縮，具有簡易的咀嚼式大顎和較長的小顎鬚:341–343。
古口目與衣魚目的不同之處在於古口目的頭部相對較小，且身體兩側扁平，衣魚體型為上下扁平。古口目可以利用尾狀構造跳躍，高度可達30公分。古口目還有一特點是後足基節（有些物種中足基節也有）和第二至第九腹節腹板生有帶關節的附器（styli)，有些學者認為這是附肢的遺跡。
其他獨特特徵為古口目的腹節腹板由三片骨片組成，且古口目會在蛻皮前將自己固定在物體表面上。如同衣魚目，古口目也有易脫落的鱗片，藉此躲避獵食者，也可避免外骨骼磨損。古口目的外骨骼較薄，容易脫水，偏好棲息於潮濕陰涼的環境，如樹皮下或石頭下。

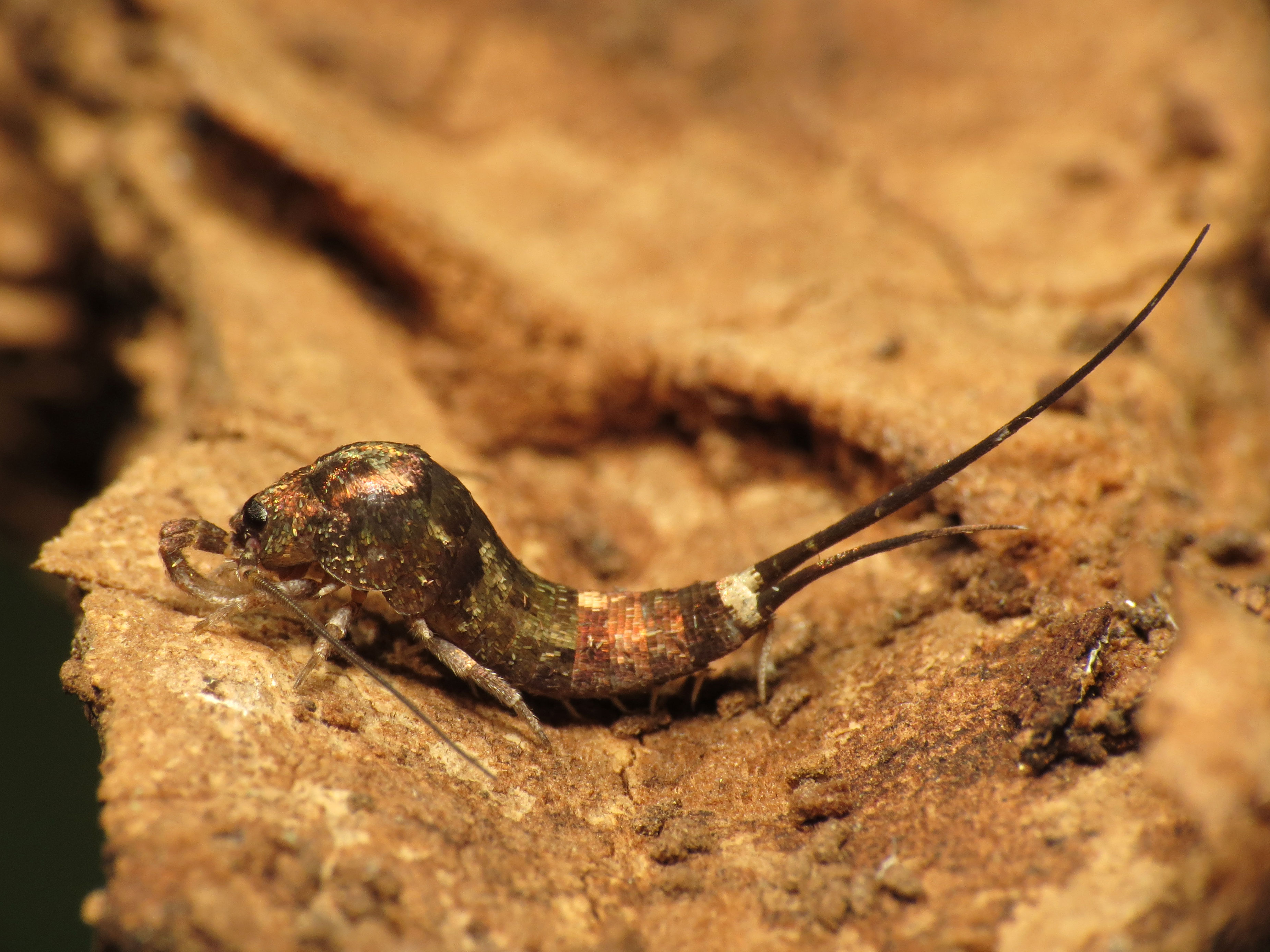
石蛃的側面觀，身體呈拱形，且腹部末端具有尾毛。

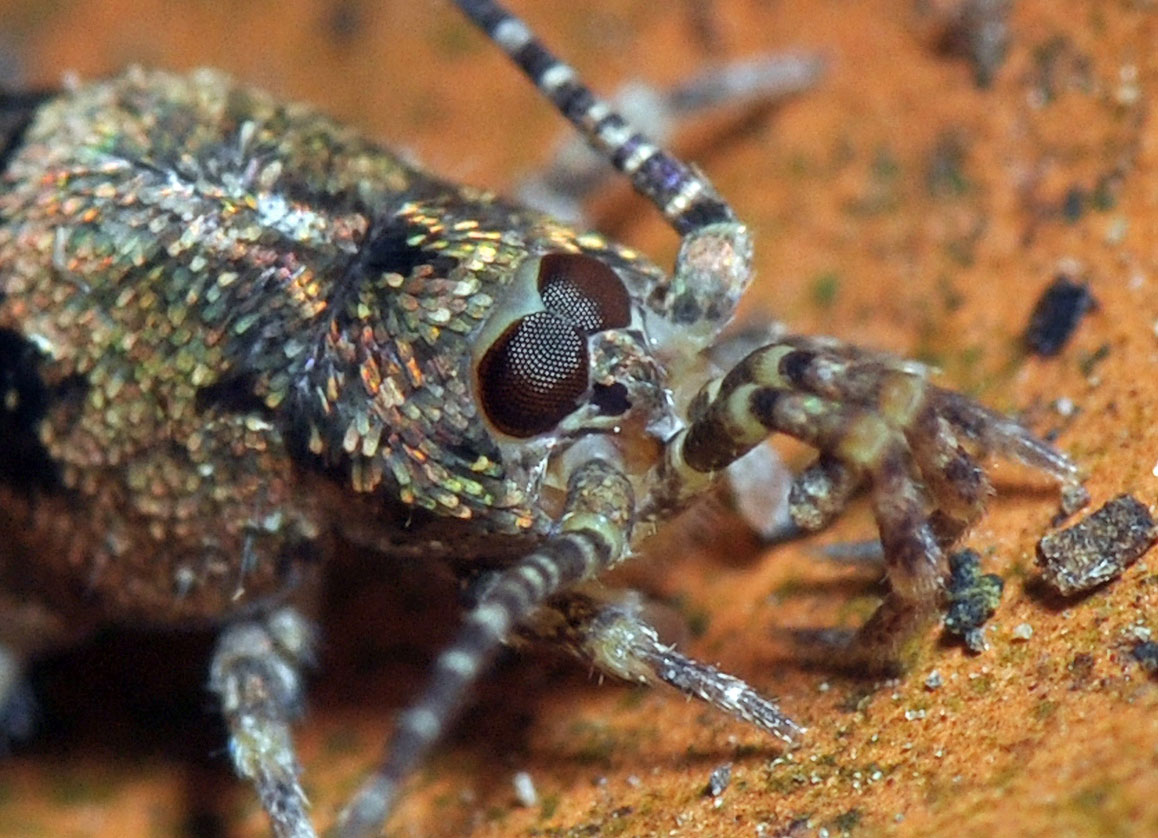
Trigoniophthalmus alternatus（屬石蛃科）的頭部，具有碩大的複眼、突出的小顎鬚，以及易脫落的鱗片。

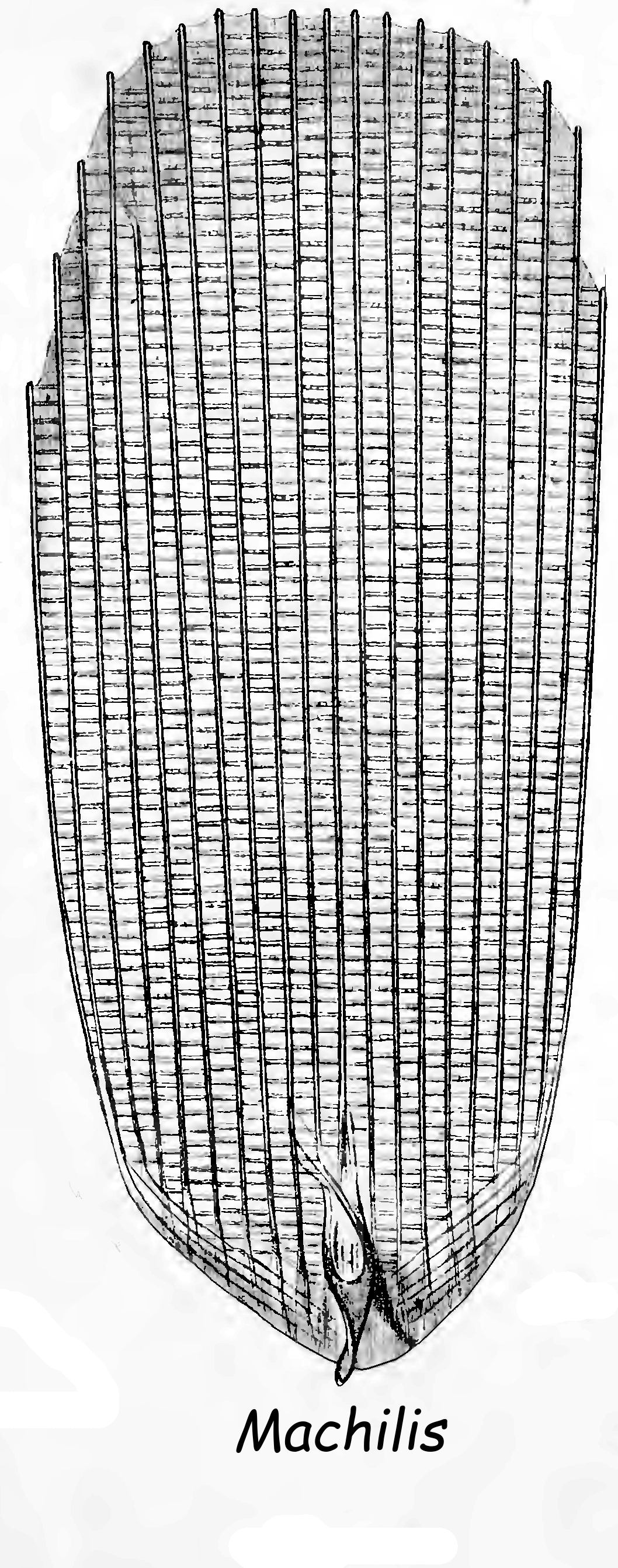
石蛃屬某一物種的鱗片手繪圖。

## 語源學
古口目（Archaeognatha ）由希臘文而來，, (archaios) 意思為「古老的」，而(gnathos) 意思為「顎」，該組合詞意指古口目的大顎關節連接處只有單個，而其他的現生昆蟲則有兩個。
微首目（Microcoryphia）亦來自於希臘文，(mikros) 意思為「小的」，(koryphē) 意思為「頭」。

## 分類
| 科                      | 物種數 | 區分特徵                 |
| ----------------------- | ------ | ------------------------ |
| 石蛃科 Machilidae       | 250    | 多分布於岩岸             |
| 光角蛃科 Meinertellidae | 20     | 後足基部與腹眼不具有鱗片 |

## 生態學
各種棲地中都有石蛃。大部分物種棲息於潮濕的土壤中，但也有棲息於灌木叢林，甚至是沙漠中的物種。大部分取食藻類，有些也會取食地衣、青苔，或其他腐敗的有機質。
求偶時，雄蟲會分泌精包，並將精包黏著在物體表面，接著跳起求偶舞蹈，在這之後，雌蟲會撿起精包並放入產卵管中。雌蟲一次大概能生下30粒卵。幼蟲形態與成蟲相似，約兩年能達到性成熟。
與大多昆蟲相異的是，石蛃成蟲會繼續脫皮，而且每次脫皮後都會再次交配。石蛃的壽命約為四年，比大多的昆蟲都長壽。

## 外部連結
- Archaeognatha（页面存档备份，存于） - Tree of Life Web Project
- MicrocoryphiaVirginia Polytechnic Institute and State College Department of Entomology